# Guysborough (miejscowość)
Guysborough – miejscowość (community) w kanadyjskiej prowincji Nowa Szkocja, ośrodek hrabstwa Guysborough, miejscowość spisowa (designated place), położona u zachodnich wybrzeży zatoki Chedabucto Bay. Według spisu powszechnego z 2016 obszar miejscowości spisowej to: 3,09 km², a zamieszkiwało wówczas ten obszar 363 osoby.
Miejscowość, która pierwotnie nosiła nazwę Chedabucto pochodzące od określenia w języku mikmak Chebuktook lub Sedaboktook (tj. „głęboko wcinająca się zatoka”), a gubernator Akadii Nicolas Denys wyznaczył jej rolę ośrodka stacjonarnego rybołówstwa, została po przybyciu tam lojalistów przemianowana na cześć nadzorującego ich ewakuację z Nowego Jorku w 1783 Guya Carletona najpierw na Guy's Borough, a z czasem przyjęła się współczesna formę zapisu.